# Patricio Rubina
Patricio Alejandro Rubina Muñoz (Monte Patria, Chile, 22 de junio de 1981) es un exfutbolista chileno. Jugaba de volante de creación y su último club fue Deportes La Serena de la Primera B de Chile, donde se retiró en el 12 de noviembre de 2017, en la última fecha del Torneo de Transición Primera B de Chile 2017 ante Deportes Valdivia en la derrota por 1-2. Rubina anotó el gol papayero.

## Clubes
- Estadísticas actualizadas el 26 de junio de 2011[1]

| Club                      | País  | Año         | PJ | Goles |
| ------------------------- | ----- | ----------- | -- | ----- |
| Deportes La Serena        | Chile | 2000 - 2005 | 53 | 4     |
| Cobreloa                  | Chile | 2006        | 16 | 1     |
| Deportes La Serena        | Chile | 2007        | 45 | 5     |
| Universidad de Concepción | Chile | 2008        | 10 | 0     |
| Deportes La Serena        | Chile | 2009 - 2010 | 60 | 5     |
| Deportes Antofagasta      | Chile | 2011 - 2013 | 76 | 3     |
| Deportes La Serena        | Chile | 2013 - 2014 | 54 | 4     |
| Colchagua                 | Chile | 2015 - 2016 | 33 | 0     |
| Deportes La Serena        | Chile | 2017        | 16 | 1     |

## Palmarés

### Campeonatos nacionales
| Título    | Club                 | País  | Año  |
| --------- | -------------------- | ----- | ---- |
| Primera B | Deportes Antofagasta | Chile | 2011 |